# ناتانیل باگ‌شو وارد
ناتانیل باگ‌شو وارد (انگلیسی: Nathaniel Bagshaw Ward؛ ۱۷۹۱ – ۴ ژوئن ۱۸۶۸) پزشک جراح و گیاه‌شناس اهل انگلستان بود.
عمده شهرت او برای ساخت اتفاقی تراریوم است.